# Imagini pentru Istoria României
Imagini pentru Istoria României este un film românesc din 1997 regizat de Cătălina Fernoagă.